# 糖果貓的五夜後宮2
《糖果貓的五夜驚魂2》（又译作）是《康帝貓的五夜驚魂》的遊戲系列第2部曲，亦為《糖果貓的五夜後宮》的续作；是Ace Macko在透過遊戲平台Five Night at Freddy's遊戲開發的同人作品。遊戲類型為單人玩家以指向與點擊操作的恐怖生存遊戲，於2016年2月推出。

## 故事
玩家將會扮演一名1987年11月來到「糖果貓康帝的速食餐廳」（Candy's Burger & Fries）打工的新任夜間警衞，於後段公佈名字。於第一個晚上，玩家收到聲稱是現任職員的留言訊息，告知一些招聘廣告沒有列明的可怕現實：安裝了有本地罪犯資料庫面部辨識系統的3個新款人偶，以及在後台留作備用及零件儲備的7個舊款人偶，於入夜時都會在店內四處遊蕩，作出對真實人類不利的舉動。玩家必須在工作期間一直留在警衞室，防範人偶入侵，以免自己被當作沒有外皮的機械骨架，繼而活生生地被塞入金屬裝束致死。後來這名通訊者一直都有傳來新的留言訊息，輔導玩家成功渡過所有難關，得到報酬和離開現有崗位。

## 遊戲形式
玩家會以第一人稱角度留在警衛室內左右觀望，亦要憑藉着閉路監視器、配以閃光燈和緊急電話去干擾人偶行動。玩家亦需要定時觀察閉路電視，與通風口會有機器人偶闖入，則緊急電話用於引開人偶進行攻擊，但並不是每個人偶都會被騙。

## 其他背景設定
本遊戲的故事原素相當隱秘，大部分為經過粉絲仔細留意、推斷和組織下才顯得相對完整，讓速食餐廳的背景進一步顯示出來。其中部分內容為延伸和解答上集留下的線索。作者另於第3作相關消息中，指出本作故事部分已被全盤拆解。
一二代大真相
在二代文章說:「因糖果貓的速食餐廳破產他們決定報廢舊款機器人偶且重新開幕，但某些原因無法在開幕。」但是玩家們又看到3個新式機器人偶在遊戲中， 因此推敲出二代是前傳而一代是後傳，因為一代發生事件，是在1993年而二代是發生在1987年。
餐廳構造及閉路監視器
餐廳有6組閉路監視器，分別用作觀察餐廳的重建中的工廠內部監控
與「1987」事件的聯繫
多項訊息均暗示本作實際上是第1作的前傳，只有少數場景在表現第1作期間或之後的事情。而渡過難關後得到的支票上顯示本作發生時間正是1987年，事情發生後，餐廳因此而倒閉不在重新開幕。

與「兒童失蹤」事件的聯繫
電話男在第一個晚上表示上一任的夜間警衞已調職為日間警衞；接著於第四個晚上表示餐廳重建期間正被介入調查；然後於第五個晚上表示要關閉餐廳，特別調查前員工的行蹤，並告知玩家角色可以準備接替日間警衞的工作；再於第七個晚上表示發現胡說妮蒂的服裝被人偷去。
有推測認為偷去服裝的正是於入夜時假扮成人偶，引致數名兒童失蹤的人，身份很大可能是上一任警衞，更積極的說法則指向電話男，認為他一直語帶誤導。
新的失蹤案件/報紙的秘密
報紙上寫說聖安東尼亞27號大街上，有一家廢棄公尺將在下周後某時刻進行拆除(糖果貓的速食餐廳倒閉不在開幕後)，直到現在工廠45有年的歷史，在1993年的另一件發生在工廠裡的致命事件以後被認為它是不安全的地區而被關關閉，此工廠曾經屬於勞勃提克斯公司倒閉後跟著倒閉的工廠，這裡是專門製造新的機器人偶跟改進的地方，這也曾發出6件災難，其中為1987年在糖果貓的速食餐廳雙胞胎失蹤案件，發現雙胞胎在一個工廠遭殺害，也就是這個廢棄工廠，最後因一場不知道原因的大火而倒塌，時間是早上七點，到現在警方還查不出原因。
失蹤的雙胞
名字公布為瑪麗琳.史密特(17歲)與瑪莉.史密特(為一代的警衛)，瑪麗琳的屍體在1987年在某天公布失蹤的當天下午被發現屍體在工廠被人殺害丟棄，聲稱是騙父母在朋友家過一星期的夜之後就沒了消息也沒出現在學校，事實是瑪麗琳的朋友後來透露給瑪麗琳的父母這一星期都在廢棄的工廠過夜，因為跟同學打了賭不得不向父母說謊，至於姐姐瑪麗還不知道下落。
小遊戲
本作隨機啟動的小遊戲包括「取鑰匙」、「回收崔斯特」、「塗鴉線索」和「哭泣的女孩」等。全部展開的故事，均對本作七個晚上的主線和角色背景作出重要補充。

## 登場角色
瑪麗琳·史密特（Marylin Schmidt）
本作失蹤的女孩兼主角，玩家在主要遊戲擔當的在警衛桌的角色，全程並沒有顯露樣子。
名字是於渡過難關後得到的報紙上面公佈，於第六個晚上被殺害。
瑪莉·史密特（Mary Schmidt）
本作主角之一，失蹤女孩的雙胞胎姐姐，在前作擔任警衛而莫名的失蹤，全程並沒有顯露樣子。
名字是於前作渡過難關後得到的支票上面公佈。
新型康帝（New Candy）
貓型機器人偶，糖果貓康帝的新型取代版本，顏色比較鮮艷，眼睛也多加了花樣，新型仙蒂的哥哥。
第一夜出動，攻擊方式是一步步接近你的區域，從左邊或右邊都有可能，防範方法就是用電話吸引他注意。
新型仙蒂（New Cindy）
貓型機器人偶，唯一一架女性機器人偶，新型康帝的妹妹，顏色鮮豔變淺。
第一夜出動，攻擊方式跟防範方式一樣。
殘舊康帝（Withered Candy）
退役的貓型機器人偶，被餐廳廢棄後，放置在工廠內，手臂顯露出機械手臂內構，眼睛缺了一顆，其他部位嚴重破舊，與仙蒂是兄妹。
於第三夜出動，攻擊方式跟防範方式一樣。
殘舊仙蒂（Withered Cindy）
退役的貓型機器人偶，被餐廳廢棄後，放置在工廠內，眼睛缺失在左眼，康帝則是右眼，其他部位稍微破舊，與康帝是兄妹。
於第一夜出動，攻擊方式跟防範方式一樣。
殘舊崔斯特（Withered Chester）
退役的黑猩猩型機器人偶，身體已經感覺燒毀有點黑，上半臉與右耳被撕爛。
於第二夜出動，防範方式是在他拆通風口時，用電話引誘他，它就會暫時離開突襲。
企鵝寶寶（The Penguin）
退役的企鵝型機器人偶。稍微有點破舊，為前作體型小的人偶。
於第三夜出動，與原作玩具熊的五夜後宮3的鬼影氣球男孩一樣，不會攻擊你，會癱瘓你的系統。
防範方式是不要多久看著它所在的監控畫面，切換區域即可。
殘舊布蘭克（Withered Blank）
退役的未知型機器人偶，身體零件幾乎被拆除，其他部位嚴重破損，雙眼、身體、腳與手臂的機械裸露較多。
在小遊戲裡，會出現它的內幕，跟失蹤與殺害事件有密切的關係。
第五夜出動，移動速度很快，攻擊與防範方式相同。
貓咪凱特（The Cat）
退役的貓型機器人偶，只有在二代出現跟老鼠瑞特是搭檔關係，在《糖果貓的速食餐廳》早些時期擔當的吉祥物和殘舊康帝與仙蒂不知道是不是同期人偶，尚未明確，失蹤與殺害案件的重要角色之一。
第六夜出動，與崔斯特一樣會爬通風管，防範方式一樣。
老鼠瑞特（Rat）
退役的鼠型機器人偶，只有在二代出現跟貓咪凱特是搭檔關係，在《糖果貓的速食餐廳》早些時期擔當的吉祥物和殘舊康帝與仙蒂不知道是不是同期人偶，尚未明確，失蹤與殺害案件的重要角色之一。
第六夜出動，攻擊方式與防範方式一樣。
胡說妮蒂（Scribble Netty）
新引進的松鼠人型機器人偶。穿著黃色西裝戴著黃色小禮帽，手持一把魔術棒。
只有第七夜出場的隱藏人偶，出現也十分神秘，許多粉絲與玩家猜測胡說妮蒂有可能是兇手，束裝人偶裝行兇的關鍵，至今尚未解答。
在14號攝影機的畫面點及海報它就會帶著笑聲出現，想讓他再出現按步驟在一次即可，沒觸發事件的話，它會跟黃金弗雷迪一樣，讓玩家直接死亡。